# Zagrożenie powodziowe
Zagrożenie powodziowe – zagrożenie zjawiskiem powodzi (zatopienia obszarów lądu wskutek wezbrania wód).
Ustawa Prawo wodne posługuje się terminami:
- obszary szczególnego zagrożenia powodzią (art. 16 pkt 34),
- mapy zagrożenia powodziowego (MZP, art. 169).

## Obszary szczególnego zagrożenia powodzią
Ustawa nakazuje wyznaczenie obszarów szczególnego zagrożenia powodzią – są to: 
1. obszary, na których prawdopodobieństwo wystąpienia powodzi jest średnie i wynosi 1%,
2. obszary, na których prawdopodobieństwo wystąpienia powodzi jest wysokie i wynosi 10%,
3. obszary między linią brzegu a wałem przeciwpowodziowym lub naturalnym wysokim brzegiem, w który wbudowano wał przeciwpowodziowy, a także wyspy i przymuliska, o których mowa w art. 224, stanowiące działki ewidencyjne,
4. pas techniczny;

Na obszarach szczególnego zagrożenia powodzią zabronione jest m.in. gromadzenie ścieków, odchodów zwierzęcych, środków chemicznych i inne substancji lub materiałów, które mogą zanieczyścić wody, prowadzenie odzysku lub unieszkodliwiania odpadów, w tym w szczególności składowania odpadów, a także lokalizowanie nowych cmentarzy.

## Mapy zagrożenia powodziowego
Zgodnie z ustawą Prawo wodne Państwowego Gospodarstwa Wodnego Wody Polskie opracowuje projekt wstępnej oceny ryzyka powodziowego dla dorzeczy, a minister właściwy do spraw gospodarki wodnej zatwierdza ją i publikuje. Dla obszarów narażonych na niebezpieczeństwo powodzi wskazanych we wstępnej ocenie ryzyka powodziowego opracowuje się mapy zagrożenia powodziowego (MZP) (art. 169), na których przedstawia się w szczególności:
1. obszary, na których prawdopodobieństwo wystąpienia powodzi jest niskie i wynosi 0,2% lub na których istnieje prawdopodobieństwo wystąpienia zdarzenia ekstremalnego;
2. obszary szczególnego zagrożenia powodzią;
3. obszary obejmujące tereny narażone na zalanie w przypadku uszkodzenia lub zniszczenia: 
  1. wału przeciwpowodziowego,
  2. wału przeciwsztormowego,
  3. budowli piętrzącej.

Ponadto oprócz map zagrożenia powodziowego opracowuje się mapy ryzyka powodziowego (MRP).